# Snoopy!!! The Musical
Snoopy!!! The Musical (exacte schrijfwijze onzeker) is een Amerikaanse musical gebaseerd op de stripserie Peanuts van Charles M. Schulz. De musical werd bedacht door Larry Grossman en Hal Hackady, en voor het eerst opgevoerd in 1975.

## Achtergrond
De musical is in feite een vervolg op You're a Good Man, Charlie Brown, maar focust zich meer op het leven van Snoopy.
De oorspronkelijke Britse versie van de musical kwamen 20 nummers voor, maar in de Amerikaanse 14, waaronder een paar solonummers voor Snoopy en Charlie Brown.
De musical bevat een hoop opzichzelfstaande scènes die niet een vaste volgorde of verhaallijn aan lijken te houden. Daarmee doet het verhaal denken aan de stripserie zelf.
In 1988 werd de musical verwerkt tot een primetime animatiespecial, eveneens Snoopy!!! The Musical genaamd.

## Personages
- Snoopy
- Charlie Brown
- Peppermint Patty
- Linus van Pelt
- Lucy van Pelt
- Sally Brown
- Woodstock
- Frieda
- Pig Pen
- Marcie
- Violot

## Nummers
Act I
- Overture (Orkest)
- The World According To Snoopy (Ensemble)
- Snoopy's Song (Snoopy & Ensemble)
- Woodstock's Theme (Orkest)
- Hurry Up Face (Peppermint Patty)
- Edgar Allan Poe (Peppermint Patty, Lucy, Sally, Linus, Charlie Brown)
- Mother's Day (Snoopy)
- I Know Now (Sally, Peppermint Patty, Lucy)
- The Vigil (Linus)
- Clouds (Ensemble)
- Where Did That Little Dog Go? (Charlie Brown)
- Dime A Dozen (Lucy, Snoopy, Peppermint Patty, Sally)
- Daisy Hill (Snoopy)
- When Do The Good Things Start? (Ensemble)

Act II
- Entr'Acte (Orkest)
- The Great Writer (Snoopy)
- Poor Sweet Baby (Peppermint Patty)
- Don't Be Anything Less Than Everything You Can Be (Sally, Linus, Peppermint Patty, Charlie Brown)
- The Big Bow-Wow (Snoopy)
- Just One Person/Bows (Ensemble)